# Goldberg (Falken)
Der Goldberg ist ein heute größtenteils bewaldeter Berg der Falkener Platte im (Nord-)Westen Thüringens. Er liegt auf der Gemarkung des Treffurter Stadtteils Falken im nordwestlichen Teil des Wartburgkreises, überdies im Naturpark Eichsfeld-Hainich-Werratal. An der Nordostspitze des Berges befindet sich eine offene Weidefläche mit Panoramablick zum nördlichen Hainich mit der Burg Haineck und über das Mihlaer Werratal.  Sie grenzt an das Gemeindegebiet Nazza. Das Bergplateau besitzt eine Gipfelhöhe von 379,8 m ü. HN und war im Mittelalter großflächig gerodet, Ackerterrassen und Wölbäcker sind noch gut im Wald erkennbar. Gegenwärtig werden noch Splitterflächen am Eichholz als Weide und einige Gärten und Obstplantagen am Südhang genutzt.
In östlicher Richtung schließt sich das Naturschutzgebiet in der Gemarkung der ehemaligen Probsteizella  an.
Der Südhang des Goldberges fällt steil zum Werratal hin ab. Der als Prallhang diente Talrand formte nach der letzten Eiszeit die als Falkener Klippen bezeichnete Felspartie.
Über den Nordhang führt die Landesstraße L 2108 von Nazza über Falken nach Treffurt vorbei.